# Boško
Boško je moško osebno ime.

## Izvor imena
Ime Boško je različica moškega osebnega imena Božidar.

## Pogostost imena
Po podatkih Statističnega urada Republike Slovenije je bilo na dan 31. decembra 2007 v Sloveniji število moških oseb z imenom Boško: 270.

## Osebni praznik
Osebe z imenom Boško lahko godujejo takrat kot osebe z imenom Božidar.

## Znane osebe
- Boško Šrot, slovenski pravnik in predsednik uprave pivovarne Laško